# Hetty van de Wouw
Hetty van de Wouw, née le 29 mai 1998 à Kaatsheuvel, est une coureuse cycliste néerlandaise spécialiste de la piste.

## Biographie
Le 15 février 2025 elle devient championne d'Europe du kilomètre, en battant en finale le record du monde la discipline en 1 min 4 s 497 soit 2 dixième de mieux que le précédent qui avait été réalisé la veille par Ellesse Andrews à l'occasion des championnats d'Océanie.

## Palmarès

### Jeux olympiques
- Paris 2024
  -  Médaillée d'argent du keirin
  - 4e de la vitesse par équipes
  - 4e de la vitesse individuelle

### Championnats du monde
| Épreuve / Édition    | 500 mètres | Vitesse individuelle | Vitesse par équipes | Keirin |
| Aigle 2016 (juniors) |            | Bronze               |                     |        |
| Apeldoorn 2018       |            |                      | Argent              |        |
| Pruszków 2019        | 17e        | 19e                  |                     |        |
| Glasgow 2023         |            |                      | 4e                  |        |
| Ballerup 2024        |            | Argent               | Argent              | Argent |

### Coupe du monde
- 2017-2018
  - 2e de la vitesse par équipes à Pruszków
  - 2e de la vitesse par équipes à Milton

### Coupe des nations
- 2022
  - 1re de la vitesse par équipes à Glasgow (avec Steffie van der Peet, Kyra Lamberink et Laurine van Riessen)
  - 2e de la vitesse par équipes à Milton
  - 2e de la vitesse par équipes à Cali
- 2024
  - 1re de la vitesse par équipes à Milton (avec Steffie van der Peet et Kyra Lamberink)
- 2025
  - 1re de la vitesse par équipes à Konya (avec Kimberly Kalee et Steffie van der Peet)
  - 3e de la vitesse à Konya

### Ligue des champions
- 2022
  - 2e de la vitesse à Palma

### Championnats d'Europe
| Édition / Épreuve          | 500 mètres | Kilomètre | Keirin | Vitesse | Vitesse par équipes                                   | Scratch |
| Athènes 2015 (juniors)     | Bronze     |           |        |         |                                                       | Bronze  |
| Montichiari 2016 (juniors) | Argent     |           |        | Argent  | Or (avec van der Peet)                                |         |
| Anadia 2017 (espoirs)      |            |           | Or     | Bronze  | Or (avec Lamberink)                                   |         |
| Berlin 2017                |            |           |        |         | Bronze (avec Braspennincx et Lamberink)               |         |
| Gand 2019 (espoirs)        |            |           | Bronze |         | Argent (avec van der Peet)                            |         |
| Granges 2021               |            |           |        |         | Or (avec Braspennincx, Lamberink et van der Peet)     |         |
| Munich 2022                |            |           |        | 5e      | Argent (avec Braspennincx, van der Peet et Lamberink) |         |
| Granges 2023               | Bronze     |           | 13e    | 5e      | Bronze (avec van der Peet et Lamberink)               |         |
| Apeldoorn 2024             |            |           | Bronze |         | Bronze (avec van der Peet et Lamberink)               |         |
| Heusden-Zolder 2025        |            | Or        | Bronze |         | Or (avec van der Peet et Kalee)                       |         |

### Jeux européens
| Édition / Épreuve | Vitesse par équipes |
| Minsk 2019        | Bronze              |

### Championnats nationaux
- Championne des Pays-Bas du 500 mètres juniors en 2014
- Championne des Pays-Bas du keirin en 2016
- Championne des Pays-Bas de vitesse par équipes en 2015, 2018 et 2021